# Joyride (Album)
Joyride ist das dritte Studioalbum des schwedischen Pop-Duos Roxette. Es wurde im März 1991 bei EMI veröffentlicht und zum bestverkauften Album des Duos. Das ausgekoppelte Titelstück war in vielen Ländern erfolgreich und erreichte unter anderem in den USA sowie in D-A-CH Platz eins der Charts.

## Entstehung
Das Album wurde von Januar bis November 1990 in den EMI-Studios in Stockholm und den Tits-&-Ass-Studios in Halmstad aufgenommen. Der Titel ist von einer Aussage von Paul McCartney inspiriert, der sagte: „Writing songs with John Lennon was a long joyride“. Als eine Art Untertitel ist auf dem Rücken der Platte die Phrase „Don’t Bore Us – Get to the Chorus“ („langweilt uns nicht, kommt zum Refrain“) aufgedruckt. Sie stammt vom Brill Building in New York City, in dem das bekannte Produzenten- und Songschreiber-Duo Leiber/Stoller arbeitete. Die weltweite Join-the-Joyride-Tour 1991/92 sahen insgesamt 1,8 Millionen Menschen.

## Titelliste
1. Joyride – 4:24
2. Hotblooded (Musik: Marie Fredriksson & Gessle) – 3:18
3. Fading Like a Flower (Every Time You Leave) – 3:53
4. Knockin’ on Every Door – 3:56
5. Spending My Time (Musik: Mats Persson & Gessle) – 4:36
6. I Remember You – 3:54
7. Watercolours in the Rain (Musik: Fredriksson) – 3:41
8. The Big L. – 4:26
9. Soul Deep – 3:35
10. (Do You Get) Excited? (Musik: Persson & Gessle) – 4:17
11. Church of Your Heart – 3:16
12. Small Talk – 3:54
13. Physical Fascination – 3:28
14. Things Will Never Be the Same – 4:26
15. Perfect Day (Musik: Persson & Gessle) – 4:05

## Rezeption
Bryan Buss von AllMusic nannte Roxette zu Joyride-Zeiten „zwei Pop-Künstler auf dem Höhepunkt ihres Schaffens“. Nur die Stücke (Do You Get) Excited? und Watercolours in the Rain stünden einem „totalen Erfolg“ im Wege. Auf der Website wurde das Album mit viereinhalb von fünf Sternen und der Auszeichnung „AMG Album Pick“ bewertet.
Im Rolling Stone schrieb J. D. Considine, ein Vergleich mit ABBA sei nicht zutreffend, auch wenn ähnlich packende Melodien zu hören seien. Die Musik sei aber mehr als „gut konstruierte Hooks“ – sie habe Herz. Sängerin Fredriksson strahle bei Balladen wie Watercolours in the Rain am hellsten. Das Magazin vergab vier von fünf Sternen.

## Kommerzieller Erfolg

### Chartplatzierungen
| ChartsChartplatzierungen       | Höchstplatzierung | Wochen |
| ------------------------------ | ----------------- | ------ |
| Deutschland (GfK)              | 1 (87 Wo.)        | 87     |
| Österreich (Ö3)                | 1 (29 Wo.)        | 29     |
| Schweden (GLF)                 | 1 (15 Wo.)        | 15     |
| Schweiz (IFPI)                 | 1 (48 Wo.)        | 48     |
| Vereinigte Staaten (Billboard) | 12 (56 Wo.)       | 56     |
| Vereinigtes Königreich (OCC)   | 2 (48 Wo.)        | 48     |

| ChartsJahrescharts (1991) | Platzierung |
| ------------------------- | ----------- |
| Deutschland (GfK)         | 2           |
| Österreich (Ö3)           | 1           |
| Schweiz (IFPI)            | 2           |

| ChartsJahrescharts (1992) | Platzierung |
| ------------------------- | ----------- |
| Deutschland (GfK)         | 14          |

### Auszeichnungen für Musikverkäufe
| Land/Region                  | Auszeichnungen für Musikverkäufe (Land/Region, Auszeichnung, Verkäufe) | Verkäufe    |
| ---------------------------- | ---------------------------------------------------------------------- | ----------- |
| Australien (ARIA)            | 3× Platin                                                              | 210.000     |
| Deutschland (BVMI)           | 7× Gold                                                                | 1.750.000   |
| Europa (IFPI)                | 3× Platin                                                              | (3.000.000) |
| Finnland (IFPI)              | 2× Platin                                                              | 101.197     |
| Kanada (MC)                  | 5× Platin                                                              | 500.000     |
| Neuseeland (RMNZ)            | Gold                                                                   | 10.000      |
| Niederlande (NVPI)           | Platin                                                                 | 100.000     |
| Österreich (IFPI)            | 3× Platin                                                              | 150.000     |
| Schweden (IFPI)              | Platin                                                                 | 100.000     |
| Schweiz (IFPI)               | 4× Platin                                                              | 200.000     |
| Spanien (Promusicae)         | 2× Platin                                                              | 200.000     |
| Vereinigte Staaten (RIAA)    | Platin                                                                 | 1.000.000   |
| Vereinigtes Königreich (BPI) | 2× Platin                                                              | 600.000     |
| Insgesamt                    | 2× Gold · 30× Platin ·                                                 | 4.921.197   |

Hauptartikel: Roxette/Auszeichnungen für Musikverkäufe